# Kouhyar Goudarzi
Kouhyar Goudarzi (5 maggio 1986) è un giornalista e attivista iraniano, imprigionato più volte dal regime iraniano..

## Biografia
Membro del Committee for Human Rights Reporters (CHRR), Goudarzi è stato brevemente arrestato (per la terza volta) nell'estate del 2009 durante le proteste post-elettorali. Ha continuato a prendere parte attiva alle proteste elettorali iraniane nel 2009-2010, in cui si è unito ad altri attivisti studenteschi per protestare contro la contestata vittoria di Mahmoud Ahmadinejad.
Il 20 dicembre 2009 Goudarzi è stato arrestato per la quarta volta a causa del suo lavoro sui diritti umani e dei contenuti del suo blog che chiedevano specificamente il rilascio dei membri in carcere del CHRR. Trascorre 10 mesi nella prigione di Evin spesso isolamento, per poi essere trasferito nella prigione di Rajai Shahr a Karaj, dove ha scontato il resto del suo periodo di detenzione, fino al 14 dicembre 2010.
Il 31 luglio 2011 Goudarzi viene arrestato senza preavviso da funzionari in borghese, insieme al coinquilino e blogger Behnam Ganji Khaibari. Anche la madre di Goudarzi, Parvin Mokhtareh, viene arbitrariamente detenuta il giorno seguente nella città di Kerman, per aver difeso il figlio.
Ganji è stato rilasciato poche settimane dopo gli arresti iniziali. Gli amici lo descrissero come un "uomo distrutto" e dichiararono che lui e Goudarzi erano stati severamente torturati. Dopo il loro rilascio, Ganji e un altro amico di Goudarzi, Nahal Sahabi, si tolsero la vita rispettivamente il 1º settembre 2011 e il 28 settembre 2011.
Il 7 marzo 2012, mentre era in carcere, Goudarzi viene informato di aver ricevuto una condanna a 5 anni di carcere in esilio nella remota città di Zabol, con l'accusa di "diffondere propaganda contro il sistema" e "contro la sicurezza nazionale".